# محافظ (فیلم)
محافظ (فیلم) فیلمی به کارگردانی و نویسندگی محمدجواد کاسه ساز ساختهٔ سال ۱۳۸۶ است.

## خلاصه داستان
دانیال صفری، مربی ورزش‌های رزمی، سفری آغاز کرده چشم‌هایش رابه دنیای جدیدی بازمی‌کند متفاوت باگذشته که تجربه‌های جدیدی برای اودارد.

## بازیگران
- جمشید هاشم‌پور
- چکامه چمن‌ماه
- سودابه بیضایی
- فلور نظری
- چنگیز وثوقی
- مهدی کاسه‌ساز
- محسن سلیمانی
- فیروز قهرمانی